# Linolna kislina
Linólna kislína (IUPAC-ime: cis, cis-9,12-oktadekadienojska kislina) je nenasičena omega-6 esencialna maščobna kislina z dvema dvojnima vezema in z 18 ogljikovimi atomi. Nahaja se v obliki brezbarvne tekočine. 
Ime je dobila po grški besedi linon, ki pomeni lan. Nahaja se v številnih rastlinskih oljih, na primer v sončničnem olju.

## Fiziološka vloga
Linolna kislina se v telesu udeležuje biosinteznih poti prostaglandinov in je sestavina lipidov v celičnih membranah.
V telesu se z redukcijo pretvori v gama-linolno kislino, ki se nato uporabi v biosinteznih procesih. 
Linolna kislina sodi med esencialne maščobne kisline, kar pomeni, da je nujno potrebna za človeški organizem, vendar je le-ta ne more sam proizvesti. To pomeni, da jo moramo dobiti s hrano v dovoljšnjih količinah. Pomanjkanje se kaže kot izpadanje las, suhi lasje in počasno celjenje ran. Običajno človek zlahka doseže zadostno dnevno količino, tudi če uživa hrano z malo maščobe. 

## Uporaba v industriji
Linolna kislina se uporablja pri proizvodnji mil, emulgatorjev in hitro sušečih se olj. Čedalje bolj priljubljena je tudi v kozmetičnih proizvodih zaradi pozitivnega delovanja na kožo, saj deluje protivnetno, zmanjšuje mozoljavost in zadržuje vlago v koži.

## Hrana z linolno kislino
Naslednja olja in druga hrana vsebujejo linolno kislino: olje makovih zrn (70 %), konopljeno olje (50–70 %), orehovo olje, oljčno olje, sončnično olje, kokosovo olje, jajčni rumenjak (16 %), sezamovo olje, makadamijino olje ...